# 金戸俊介
金戸 俊介（かねと しゅんすけ、1940年1月5日 - ）は、石川県出身の飛込競技選手・指導者。1960年ローマ・1964年東京の2度のオリンピックに日本代表選手として出場した。

## 来歴
石川県出身。石川県立金沢桜丘高等学校を卒業し、日本大学に進む。
日本大学在学中の1960年、ローマオリンピックに出場し、飛板飛込みで23位、高飛込みで10位となった。大学卒業後、1964年の東京オリンピックでは飛板飛込み24位、高飛込み11位。
同じくローマ・東京五輪に出場した飛び込み選手・渡辺久美子と結婚。息子の金戸恵太も飛び込み選手として活躍した。
引退後は指導者に転身し、1992年のバルセロナオリンピックでは日本選手団コーチを務めた。
身体能力と集中力を武器に、日本を代表する飛び込み選手として長く活躍。その華麗なフォームは歴代の日本選手の中でもトップクラスであるといわれる。